# Porenflechten
Die Porenflechten (Pertusaria) sind eine Krustenflechten-Gattung. Sie wachsen auf verschiedenen Substraten.

## Merkmale
Die Apothecien sind eingesenkt, häufig perithecienartig geschlossen und in Gruppen in Thallus-Warzen. Die Apothecienscheibe ist meistens dunkel. Der Thallus ist oft sorediös bis isidiös und fruchtet dann selten. Die Paraphysen sind netzartig verbunden. Die Sporen sind dickwandig.

## Arten (Auswahl)
- Zonige Porenflechte (Pertusaria albescens)
- Bittere Porenflechte (Pertusaria amara)
- Pertusaria bryontha
- Isidiöse Porenflechte (Pertusaria coccodes)
- Korallen-Porenflechte (Pertusaria corallina)
- Pertusaria dactylina
- Pertusaria globularis
- Pertusaria glomerata
- Pertusaria hymenea
- Pertusaria leioplaca
- Pertusaria oculata
- Pertusaria panyrga
- Pertusaria papillata
- Gewöhnliche Porenflechte (Pertusaria pertusa)
- Pertusaria pustulata
- Pertusaria sommerfeltii
- Pertusaria tetrathalamia